# 공통 취약성 및 노출

Logo

공통 취약성 및 노출(영어: Common Vulnerabilities and Exposures, CVE)은 미국의 마이터 코퍼레이션(MITRE Corporation)이 운영하는 국가 사이버안보 연방정부지원 연구개발센터(National Cybersecurity FFRDC)에 의해 유지보수되는 정보 보안 취약점 참조 시스템이다. 1999년 9월에 공식적으로 출범하였다.

## 같이 보기
- 컴퓨터 보안